# قميات المسام
قميات المسام (الاسم العلمي: Acroporidae) هي فصيلة من اللاسعات تتبع رتبة المرجانيات الصلبة من طائفة الزهريات الشعاعية.

## الأجناس
- قمي المسام
- سنخي المسام
- لاقمي المسام
- نجمي المسام
- متساوي المسام